# Johanneskirche (Worms)
Die Kirche St. Johannes in Worms stand direkt südlich des Domes. Kirchenpatron war Johannes der Täufer. Das Kirchengebäude mit spätromanischen und frühgotischen Elementen wurde 1200 urkundlich erstmals erwähnt. Vergleichende Untersuchungen an Abbildungen und erhaltenen Fragmenten lassen auf eine zeitgleiche Entstehung mit dem Westchor des Wormser Domes im letzten Drittel des 12. Jahrhunderts schließen. Im Zuge der Säkularisation wurde die Kirche verkauft und nach 1807 abgerissen. Heute findet sich am einstigen Standort eine Rasenfläche mit Bäumen, die den südlichen Vorplatz zum Dom bildet.

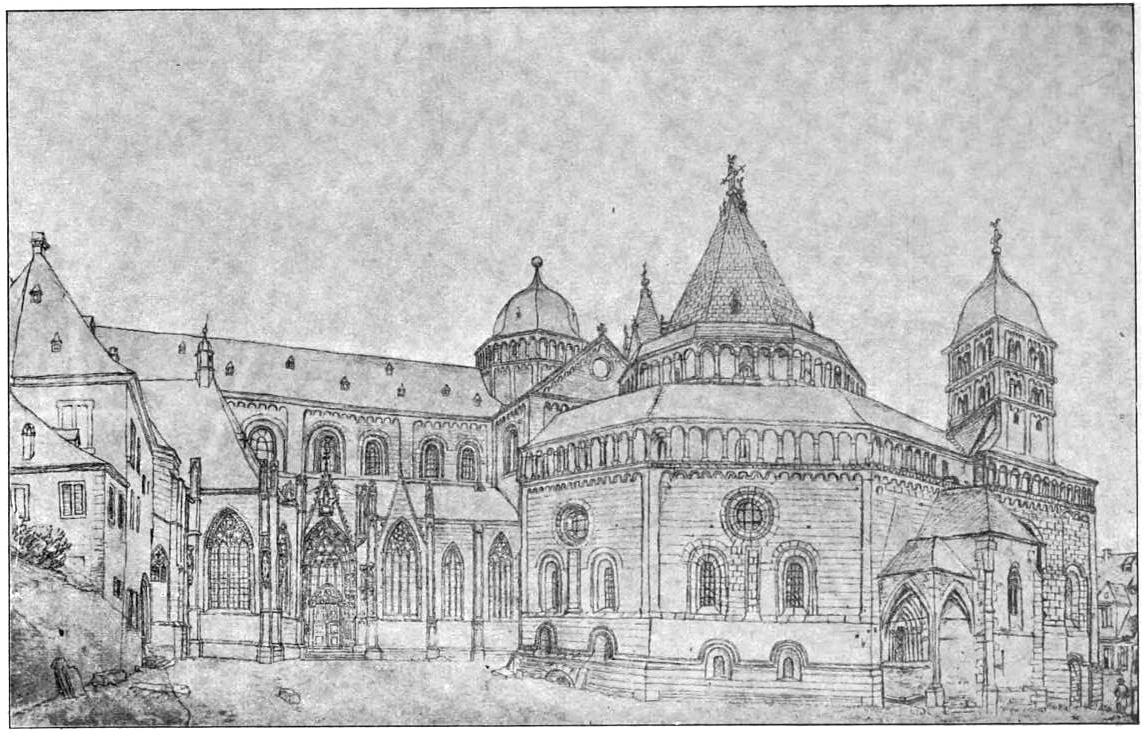
Die Johanneskirche (rechts, links: Dom) um 1800 nach einer Zeichnung von Johannes Ruland

## Standort
Die Kirche stand südlich des Domes annähernd in der Flucht des Querhauses und war nur durch einen schmalen Weg von diesem getrennt. In der Kunst- und Architekturwissenschaft wird deshalb diskutiert, ob zumindest vorübergehend ein Verbindungsgang zum Dom bestand. Westlich der Johanneskirche lag ein Platz, an dessen gegenüberliegender Seite sich das Kapitelhaus des Domes und daran anschließend der Kreuzgang befanden.

## Geschichte
Die Kirche wird nach ihrer stilistischen Einordnung in das letzte Drittel des 12. Jahrhunderts datiert. In einem ersten Bauabschnitt um 1170 wurde der äußere Umgang errichtet, zehn Jahre später folgte der Mittelbau. Das Gebäude ging sehr bald in die Nutzung der städtischen Pfarrgemeinde über. In späterer Zeit wurde die Unterkirche als Beinhaus für den vor der Kirche liegenden, räumlich sehr begrenzten, Johannes-Friedhof genutzt.
Bei der Zerstörung von Worms im Pfälzischen Erbfolgekrieg durch Truppen König Ludwig XIV. 1689 scheint die Kirche nur wenig beschädigt worden zu sein. 1701 bis 1705 amtierte Carl Desiderius de Royer († 1707) als Pfarrer von St. Johannes. 1705 bis 1711 wirkte Johann Anton Wallreuther (1673–1734), der spätere Wormser Weihbischof, hier als Pfarradministrator und wurde am 18. Januar 1734 dort beigesetzt.
1792 wurde das linke Rheinufer von französischen Revolutionstruppen besetzt, kurz darauf von Frankreich annektiert. 1796/97 nutzten die französischen Truppen die Kirche als Magazin; 1801 wurde die Kirchenausstattung, am 26. Januar 1807 das Gebäude auf Abbruch versteigert. Der Wormser Maurermeister Philipp Jakob Blattner und der Zimmermann Bertrand ersteigerten es für 4958 Francs, brachen es noch vor 1812 ab und verkauften die Steine als Baumaterial.
Etwa 90 Spolien von dem Gebäude befinden sich heute im Museum der Stadt Worms. Weitere Fragmente sind in der Städtischen Galerie Liebieghaus in Frankfurt am Main, im Kurpfälzischen Museum der Stadt Heidelberg, im Dom- und Diözesanmuseum Mainz und im Germanischen Nationalmuseum in Nürnberg erhalten.

## Das Gebäude

### Rekonstruktion
Eine weitgehende Rekonstruktion der Gebäudestruktur gelang dem Architekturhistoriker Julian Hanschke aufgrund erhaltener Zeichnungen. Zu diesen zählen unter anderem
- eine Innen- und eine Außenansicht der Kirche, die der Maler Johannes Ruland Ende des 18. Jahrhunderts gefertigt hat[3] und
- eine „Bauaufnahme“ die der Abbruchunternehmer Philipp Jakob Blattner als Abwicklung der Wände gezeichnet hat – eventuell um die Steinmasse und damit den aus ihr möglichen Erlös besser kalkulieren zu können.[4]
- Weiter gibt es die Stadtansicht von Peter Hamman und dessen Sohn Johann Friedrich Hamman um 1690, die die Johanneskirche zeigt.

Alle Abbildungen enthalten Ungenauigkeiten oder offensichtliche Fehler und variieren in der Darstellung. Dennoch ließ sich in einer Computersimulation durch das Übereinanderlagern der verschiedenen Darstellungen das Aussehen der Kirche rekonstruieren.
Nähere Aufklärung über die Gestalt der Kirche brächte eine archäologische Ausgrabung, zumal der Platz südlich des Domes, auf dem einst die Johanneskirche stand, neu gestaltet werden soll.

### Aussehen
Das Gebäude war ein zehneckiger Zentralbau mit einer Ober- und einer Unterkirche und einer aus der üblichen Ost-West-Richtung nach Ost-Ost-Süd / West-West-Nord verschobenen Achse. An deren westlichem Ende befand sich der ursprüngliche Hauptzugang, an deren östlichem Ende der mittlere von drei flach an das Zehneck angesetzten Chören. Darüber hinaus gab es einen Zugang von Norden, direkt gegenüber einem Eingang zum Dom, und einen im Süden. Letzterer ist nur in der Form seiner gotischen Ausgestaltung tradiert. Ob hier auch ursprünglich ein Zugang bestand, ist nicht bekannt. Die Kirche war hier über einen kleinen Treppenaufgang zu erreichen.
Keine der erhaltenen Darstellungen ist so genau, dass Einzelheiten, also z. B. ein Figurenschmuck der Fassade, darauf zu erkennen wäre. Doch haben sich eine große Zahl an Fragmenten erhalten, die Rückschlüsse auf das Aussehen und den Bauschmuck zulassen. Säulen von 1,70 m Länge lassen auf eine gewaltige Zwerggalerie schließen; Löwenfiguren und Bestien, vergleichbar denen am Ostchor des Domes, befinden sich heute im Dom- und Diözesanmuseum Mainz. Sie bildeten einst die Basen und Kapitelle der Säulen und waren wahrscheinlich farbig gefasst. Aufgrund stilistischer Vergleiche wird ein aus Straßburg zugewanderter Meister als Architekt vermutet, der am Dom für den Westchor verantwortlich zeichnete. Dieser Westchormeister war wohl gleichzeitig auch am Ostchor der ehemaligen Stiftskirche St. Paul tätig. Die allen diesen Bauten gemeinsamen spätromanischen Straßburger oder auch Wormser Kapitelle zeichnen sich durch einen zweizonig-ornamentalen Aufbau aus. Laut dem Kunsthistoriker Josef Hubert van Endert, der sich auf einen Augenzeugen beruft, der in der Johanneskirche noch selbst ministrierte, hätten die Quadersteine des Gebäudes eine bräunliche Farbe gehabt. Es sei sogenannter Kapuzinerstein gewesen, ein brauner Sandstein, der auch am Wormser Dom verwendet wurde und aus dem nahen Eistal stammt.
Der zum Teil auf dem Gurtbogen des südlichen Chors aufgesetzte Turm war offensichtlich kleiner, als er in einigen Darstellungen erscheint.
Die zentralen Räume sowohl der Ober- als auch der Unterkirche waren von je einem Umgang umschlossen. Die Unterkirche lag zu zwei Dritteln im Boden und wurde durch schachtartige Fenster belichtet. Außen schloss der Umgang der Oberkirche mit einer umlaufenden Zwerggalerie und einem darauf sitzendem Satteldach ab.
Der Zentralraum überragte den Umgang erheblich und besaß hier an allen zehn Seiten je ein spitzbogiges Fenster. Er schloss ebenfalls mit einer Zwerggalerie, darüber einem Zeltdach mit bekrönendem Kreuz ab. Der Umgang war mit einem eigenen Satteldach gedeckt.
Von außen mutete das Gebäude überwiegend romanisch an: rundbogige Fenster, Wandgliederung mit Eck- und Mittellisenen, Bogenfries und Zwerggalerie. Im Inneren finden sich aber bereits gotische Formen: Spitzbögen, Obergadenfenster, gotische Rippen und Knospenkapitelle.
Im südlichen Querhaus des Wormser Domes befindet sich ein älteres Modell des Domes und seiner direkten Umgebung, das ein ungefähres Bild vermittelt, wie sich die Anlage im Mittelalter präsentierte. Die dortige Wiedergabe der Johanneskirche entspricht aber nicht dem aktuellen Forschungsstand.

### Ausstattung

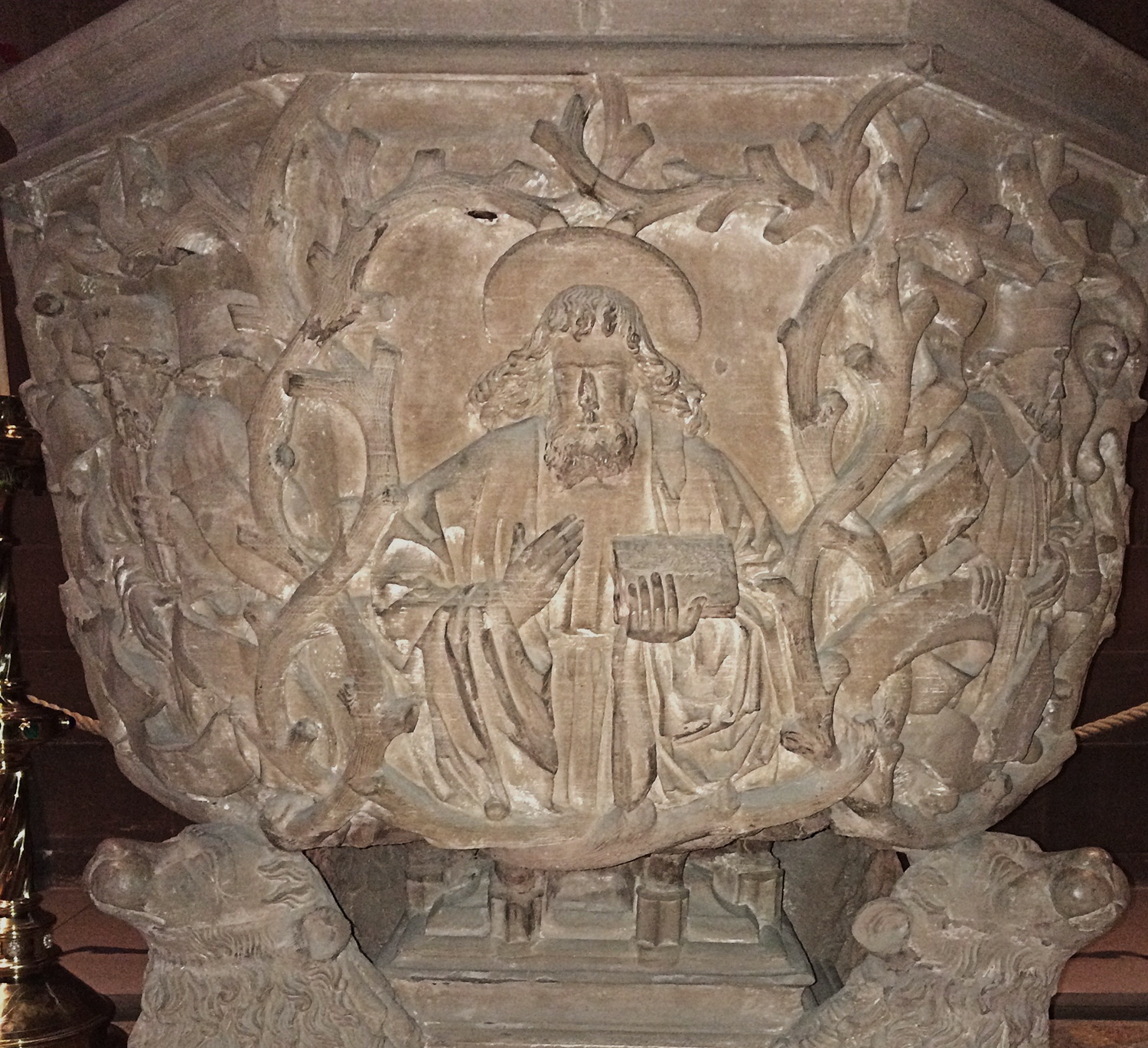
Ehemaliger Taufstein (heute im Dom) mit Bildnis St. Johannes des Täufers

Über die Ausstattung lässt sich nicht mehr viel sagen. Es werden bis zu acht Altäre genannt. Die Unterkirche war ebenfalls mit einer Reihe von Altären ausgestattet. Sie wurden als steinern, „uralt“ und mit Haken- und Schürlöchern versehen beschrieben. Bei Bauarbeiten zu Beginn des 20. Jahrhunderts fanden sich Reste des steinernen Unterbaus eines Altares in der Krypta und mehrere farbige Bodenfliesen mit Ritzzeichnungen.
Zumindest zeitweise befanden sich die Wormser Tafeln in der Kirche. Bekanntestes ehemaliges Ausstattungsstück ist der gotische Löwentaufstein, der sich heute in der Nikolauskapelle des Domes befindet. Er trägt auf der Schauseite das Bildnis des Kirchenpatrons, Johannes des Täufers.
Der große Taufstein stand im inneren Umgang und die Umfassungsmauer der Kirche sei nicht kreisrund gewesen, sondern habe hier und da eine Art Einbiegung gehabt.
Das kunstvolles Porträt-Epitaph des Weihbischofs Johann Anton Wallreuther wurde vor dem Abriss der Johanneskirche in die Liebfrauenkirche versetzt. Gleiches geschah mit den heute im Dom hängenden Barock-Epitaphien des Wormser Bürgers und Kaufmanns Franz Joseph Brentano († 1747) und der Anna Gertrud Litzler († 1740). Es hat zahlreiche weitere Epitaphien gegeben, die aber nicht erhalten sind.

## Theorien

### Stiftermythos

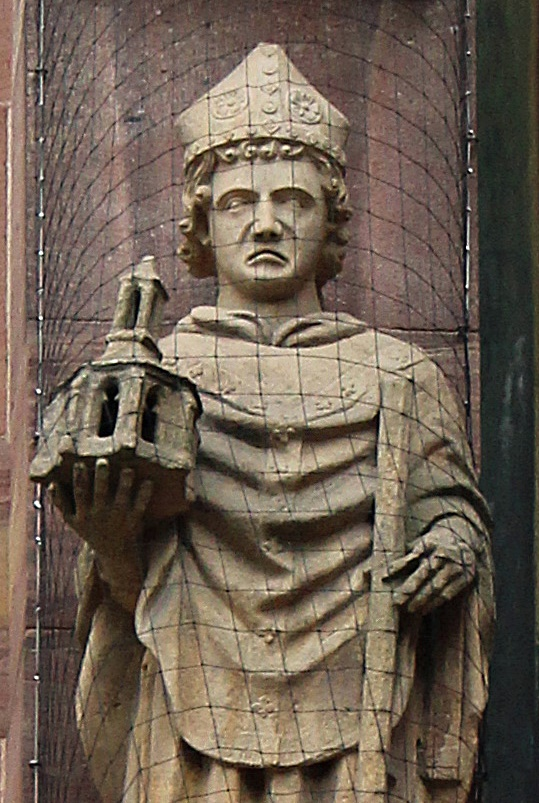
Bischofsfigur an der Nikolauskapelle des Domes mit dem Modell vielleicht der Johanneskirche

Eine gotische Bischofsfigur an der Außenwand der Nikolauskapelle mit einem – allerdings achteckigen – Zentralbau wurde auf St. Johannis bezogen. Sie sollte Burchard oder einen seiner Nachfolger als vermeintlichen Stifter darstellen.

### Baptisterium
Aufgrund der zehneckigen, nahezu runden Form wurde in der Johanneskirche ein Baptisterium vermutet. Auch das Patrozinium, Johannes der Täufer, könnte dafür sprechen. Allerdings ist nicht bekannt, ob dieses Patrozinium von Anfang an bestand.
Einige Quellen sprechen von einem Baptisterium, das Anfang des 11. Jahrhunderts parallel zum Neubau des Domes durch Bischof Burchard begonnen und 1110 unter Bischof Ebbo vollendet wurde. Dessen örtliche Lage ist völlig ungeklärt. Um die spätere Johanneskirche kann es sich nicht gehandelt haben, da sie mehr als ein halbes Jahrhundert jünger ist.
Bei Bauarbeiten zum neugeplanten Haus am Dom 2015 wurden verschiedene Fundamente und der Boden eines großen, begehbaren Taufbeckens an der Stelle des ehemaligen Kapitelhauses gefunden. Erste Vermutungen gehen von einer merowingischen Taufkirche mit einer frühmittelalterlichen Taufpiscina aus. Weitere Untersuchungen stehen noch aus. Der Fund wurde in den Neubau integriert. (Stand: Mai 2017)
Diese Alternativen sprechen eher dagegen, dass die Johanneskirche die Funktion einer Taufkirche hatte. Auch die voll ausgebaute Unterkirche wäre für ein Baptisterium sehr ungewöhnlich. Als Baptisterium wurde die Kirche auch erst Anfang des 18. Jahrhunderts bezeichnet. Vorher nannten sie die Quellen ausschließlich als Pfarrkirche.

### Mausoleum
Die Johanneskirche entstand in der Regierungszeit Kaiser Friedrich I. Barbarossas. In dieser Zeit war die Stadt Worms ein wichtiger Stützpunkt seines Reisekönigtums. Die voll ausgebaute und mit Altären ausgestattete Unterkirche kann als die Grablege für den Kaiser geplant gewesen sein. Friedrich I. ertrank unter ungeklärten Umständen am 10. Juni 1190 im Fluss Saleph (heute: Göksu bei Silifke) in der heutigen Südosttürkei. Die Leiche wurde zerlegt, deren Überreste an unterschiedlichen Orten bestattet: Die Eingeweide möglicherweise in Tarsos und das Fleisch in Antiochia. Der Verbleib der Gebeine ist dagegen ungeklärt. Friedrich I. Barbarossa ist der einzige Herrscher des Mittelalters, dessen Grablege unbekannt ist. Für ein vielleicht einmal in Worms vorgesehenes Begräbnis blieb so nichts übrig. Die Johanneskirche hatte so die ihr ursprünglich zugedachte Funktion eingebüßt und wurde in der Folgezeit dann anders – als Pfarrkirche – genutzt.

### Templum Salomonis

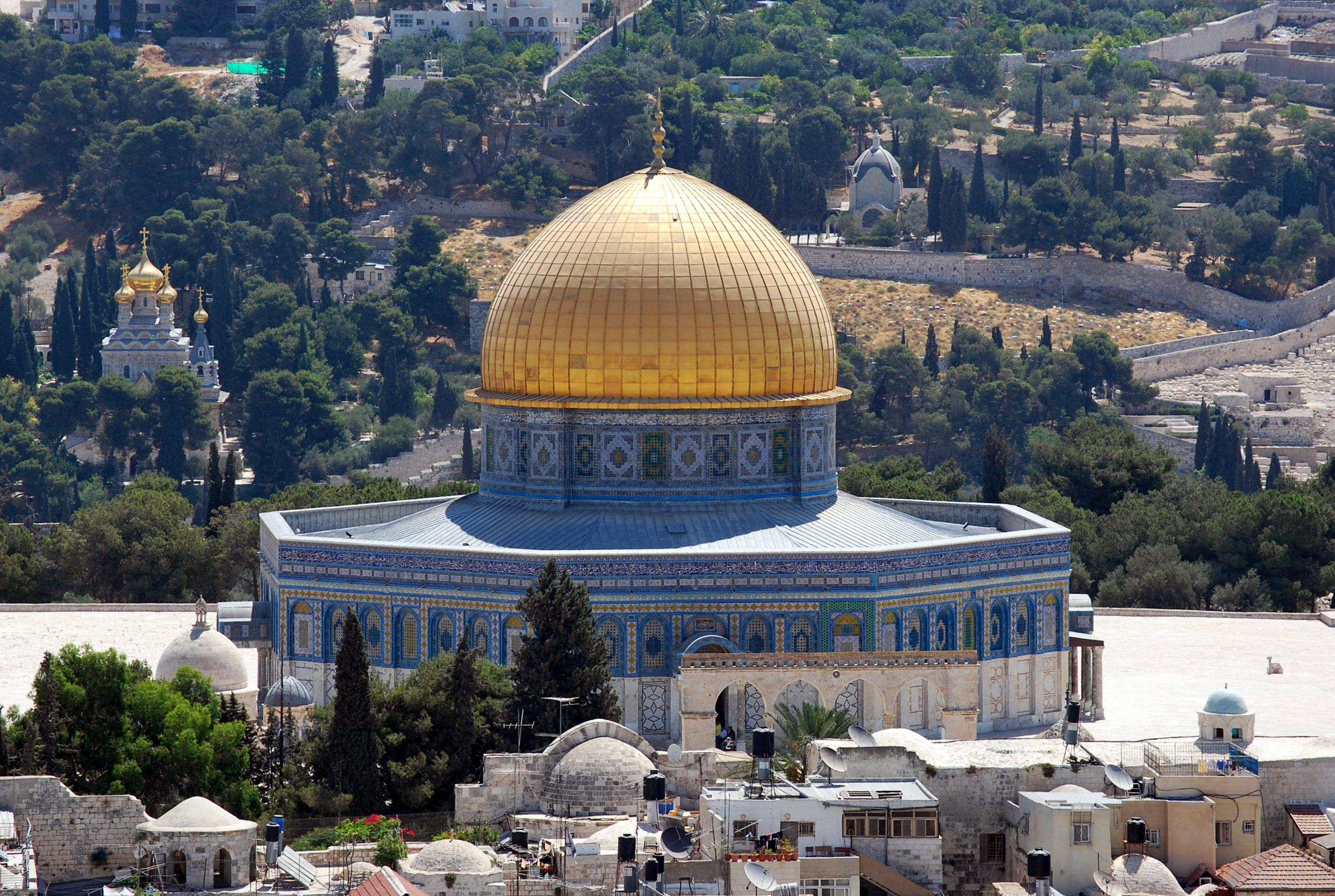
Das Vorbild: Der Felsendom in Jerusalem

Von der Bauform her wird die Johanneskirche als ein Architekturzitat des Felsendoms in Jerusalem gewertet. Dieser galt im zeitgenössischen Abendland als der Tempel Salomons. Auch die Ausrichtung des Gebäudes von West-West-Nord nach Ost-Ost-Süd könnte auf Jerusalem zielen. Auch die Pfalzkapelle in Aachen, ebenfalls ein Zentralbau, war als Zitat dieses „Tempel Salomons“ konzipiert. Und Friedrich I. wiederum bezog sich explizit auf Karl den Großen als Herrscher-Vorbild.

## Kunsthistorische Bedeutung
Aus kunsthistorischer Sicht stellt der Abriss der Johanneskirche einen großen Verlust dar, denn:

„St. Johannes in Worms zählte zu den herausragenden Sakralbauten der rheinischen Romanik.“

Das Gebäude stand in der Tradition romanischer Zentralbauten, wie der Aachener Palastkapelle (Oktogon) oder der Wimpfener Stiftskirche (Hexagon).
Der belgische Jesuit und Bollandist Daniel Papebroch (1628–1714) hielt 1660 in seinen Reiseaufzeichnungen über die Johanneskirche fest:

„An die Hauptkirche grenzt nach Landesbrauch die Pfarrkirche an; sie hat Achteckform [!]und ist geräumig. Dieser Form entsprechend sind die Sitzgelegenheiten konzentrisch aufgestellt, sowohl im Mittelteil der Kirche, in dessen Zentrum ein Taufbecken steht, als auch außen herum. Aus einem solchen Grundriß springt ein bescheidener Chor vor.“

Johann Hermann Dielhelm berichtete 1744 in seinem „Rheinischen Antiquarius“, dass die Johanneskirche bei der Stadtzerstörung von 1689 erhalten geblieben sei und schreibt weiter:

„Gedachte St. Johanneskirche, so hart an dem Dom steht, ist ein altes starkes und sehenswürdiges Gebäude, inmassen sie aus lauter dicken Quadersteinen erbauet ist, und mehr denn 12 Schuh dicke Mauern und sehr schmale Fenster hat. Sie soll eine Nachahmung der heiligen Grabeskirche zu Jerusalem im gelobten Lande seyn. Sie besteht aus drey besonderen Tempeln, davon einer unter der Erden steht, in den anderen, so der Zeiten gebraucht wird, geht man von der Erden geraden Fusses hinein, der dritte aber ist oben auf ein besonderes Gebäude, so mitten auf dem Dach der andern steht, und eine artige Baukunst von vielen Säulen und Gängen von aussen herum aufweiset.“

Clemens Brentano vermutete einen römischen Ursprung der Kirche und beschreibt es in einem Brief an seinen Freund Achim von Arnim:

„Das einzig schöne, herrliche, vielleicht nirgend mehr so ganz unverletzte Denkmal jener Zeit wird in einigen Wochen als Domaine um 800 Livres auf den Abbruch verkauft, ein Tempel noch aus Drususzeiten vielleicht früher her, unverletzt wie er aus des Meisters Händen kam… Er ist ein Oktogon und hat drei Hallen übereinander, die untere halb unterirdische ist mit Knochen und Schädeln gefüllt und wäre eine herrliche Küche für Gall, Dach und die kleine breitbasige Pyramide des Turms sind, wie das Ganze aus reinen Quadern… Ich gebe aber Auftrag dass mir das Ganze abgezeichnet wird und sende Dir dann ein Exemplar… es hat mir einen unvergesslichen Eindruck gemacht.“

## Literatur

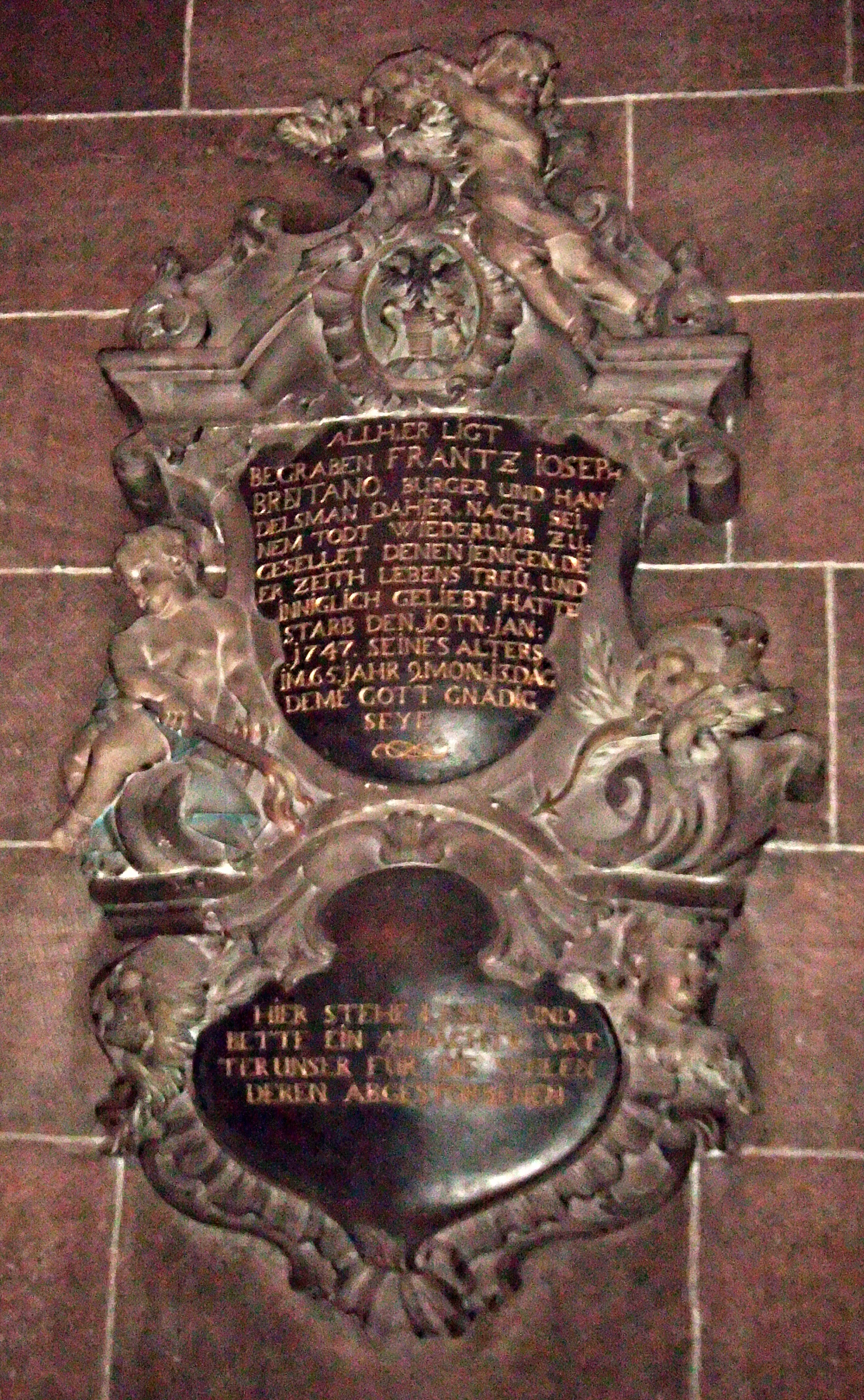
Barockepitaph des Franz Joseph Brentano († 1747), heute im Dom